# Слово для леса и мира одно
«Слово для леса и мира одно» (англ. The Word for World Is Forest) — роман Урсулы Ле Гуин, входящий в хайнский цикл. Опубликован в 1972 году в антологии Новой волны «Другие опасные видения» (составитель — Харлан Эллисон), книжное издание последовало в 1976 году. Отмечен премией «Хьюго» в 1973 году. В произведении есть много аналогий с Вьетнамской войной, которую Ле Гуин назвала главной темой, повлиявшей на его написание. В «Слове…» рассмотрен противоположный вариант ситуации взаимоотношения человека и леса (в метафорическом плане — сознания и бессознательного) по сравнению с рассказом 1971 года «Обширней и медлительней империй».
В фильме «Аватар» 2009 года имеются параллели с этим романом.

## Сюжет
Вся суша на планете под названием Атши покрыта лесами. Название планеты — Атши — означает одновременно и «мир», и «лес» (отсюда и название книги). Атшияне ростом примерно в метр (ниже африканских пигмеев), покрыты зеленым мехом, но в то же время биологически являются видом рода Homo. Цивилизация атшиян находится на низком технологическом уровне (ранний железный век) и колонисты-земляне, добывающие на планете ценный лес, безнаказанно эксплуатируют аборигенов.
Землян на планете всего 2 тысячи, «пискунов» (как их презрительно называют земляне) — около 3 миллионов. Но пискуны не знают, что такое война и умышленное убийство человека человеком — далеко отставая от землян в области техники, они обладают уникальным искусством управляемых сновидений, позволяющим управлять подсознанием, в том числе для эффективной сублимации агрессии.
Люди, видя такую покорность и отсутствие сопротивления, начинают наглеть. Тогда один из «пискунов», Селвер, сильно пострадавший от деятельности землян (один из землян изнасиловал его жену, что привело к её смерти) и, в то же время, являющийся сновидцем (то есть мастером «управляемых сновидений»), понимая, что колония землян в конце концов просто уничтожит его народ, становится пророком (сами пискуны называют такого рода людей «шааб», что одновременно означает «бог» и «переводчик» — тот, кто проводит новое по мосту между явью снов и явью мира), приносит в культуру пискунов убийство и фактически инициирует джихад — священную войну против колонии землян. Война оказывается успешной — пискуны уничтожают поселения людей, целенаправленно истребляют всех женщин-землянок, чтобы предотвратить размножение колонизаторов. В результате атаки на центральное поселение колонии погибает и Радж Любов, человек, который когда-то спас вождя «пискунов» от смерти, помог ему понять землян и понял, насколько серьёзным достижением является искусство управляемых сновидений.
«Пискуны» изолируют оставшихся землян на основном острове их планеты, в его центре, где леса уничтожены. Потом прилетают земляне на большом корабле, забирают выживших колонистов и улетают, не убив ни одного «пискуна» и пообещав, что пять поколений на планете землян не будет, а потом прилетят максимум 15-20 ученых. Перед отлётом корабля Селвер передаёт землянам работу Любова, в которой описано искусство управляемых сновидений.

## Восприятие
Полноценное критическое рассмотрение романа началось после книжного издания 1976 года. Были отмечены темы колонизации и эксплуатации, а также эмоциональное и интеллектуальное воздействие произведения. Книга подверглась критике за избыточный дидактизм и устаревшие отсылки к войне во Вьетнаме. Первым исследованием романа стала статья Йена Уотсона 1975 года. Уотсон посчитал лес метафорой сознания, но сделал вывод о её неприменимости к вопросам политики и экологии. Литературовед Томас Ремингтон рассмотрел роман в контексте темы самости и Другого. 